# Palogue Oil Field

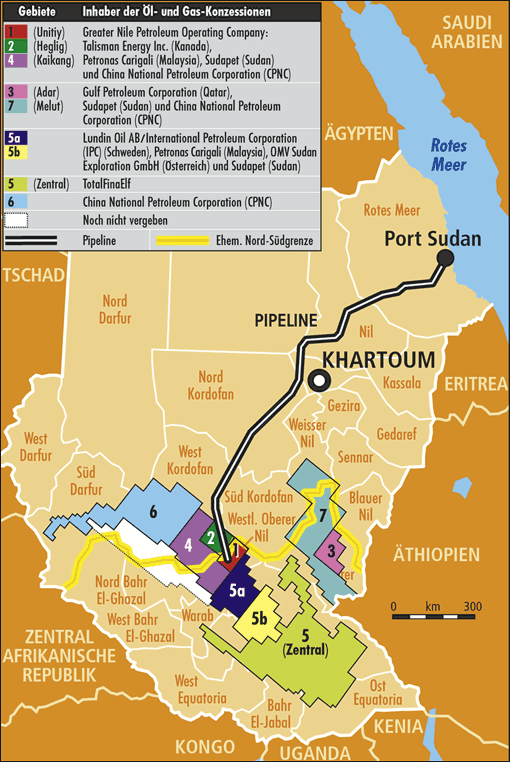
Oil concessions in Sudan & Südsudan 2004.

Palogue oil field ist ein Ölfeld im Melut Basin in der Nähe der namensgebenden Siedlung Paloich (Palogue) im Upper Nile im Südsudan. Das Ölvorkommen wurde bereits 1984 von der Chevron Corporation entdeckt und 1996 erstmals probeweise erschlossen; seit 2003 wird das Ölfeld von der China National Petroleum Corporation bewirtschaftet. Die gesamten proven reserves (gesicherten Ölvorkommen) des Palogue Oil Field belaufen sich auf rund 2,9 Milliarden Barrel (389×106t) und die tägliche Produktion beläuft sich auf ca. 22.000 Barrel pro Tag (3500 m³/d).
Paloich Airport und Palogue Power Plant wurden erbaut um den Bedürfnissen der Ölproduktion gerecht zu werden.
Im Verlauf des Zweiten Sudanesischen Bürgerkrieges waren die Ölförderanlagen immer unter der Kontrolle der Regierung, wurden aber wiederholt von Rebellen der Sudan People’s Liberation Movement-in-Opposition (SPLM-IO) angegriffen, die loyal zu Riek Machar waren. Nach der Pagak Offensive 2017 behauptete die Sudan People’s Liberation Army (SPLA) jedoch, alle Aufständischen aus dem Gebiet vertrieben und volle Sicherheit hergestellt zu haben.